# Черлюнчакевич, Кирилл Сильвестрович
Кирилл Сильвестрович Черлюнчакевич (30 марта 1869 — 1 февраля 1950) — общественный деятель и юрист в Галиции в первой половине XX столетия, принадлежавший к галицко-русскому движению.

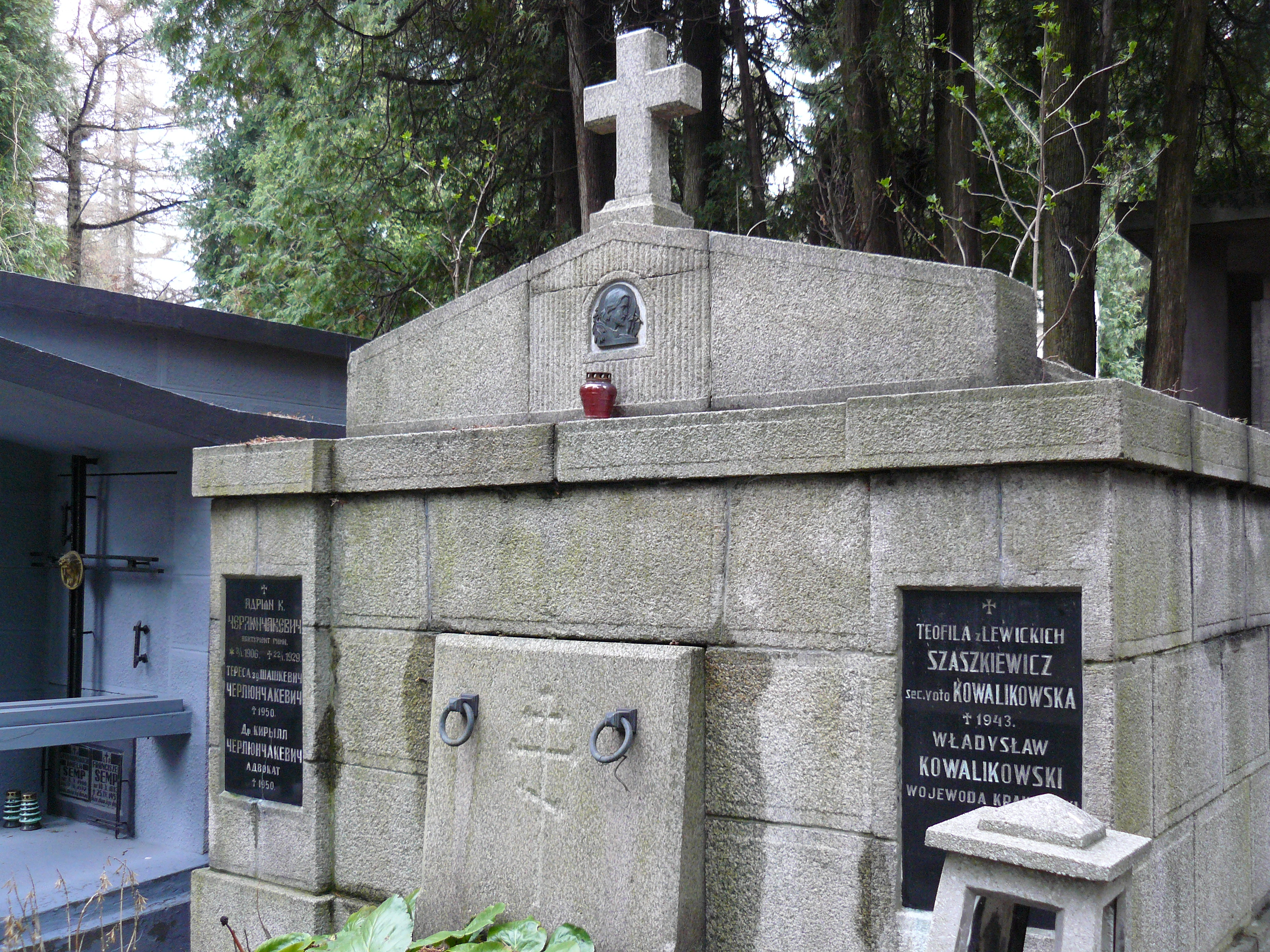
Семейная гробница Черлюнчакевичей в Пшемысле.

Родился в селе Вязовницы (ныне — Польша, Подкарпатское воеводство) в семье греко-католического священника, окончил гимназию в Перемышле, а затем краковский университет. После получения диплома юриста в 1892 году работает в перемышльском окружном суде, позже защищает диссертацию и со временем становится «одним из наиболее успешных адвокатов Перемышля». Одновременно он активно включается в общественную жизнь как сторонник русской народной партии, вскоре превратившись в одну из ключевых её фигур в Перемышле. Кроме того, он возглавляет перемышльский филиал общества имени Качковского и участвует в ряде других организаций русского направления.
В 1912 году Кирилл Черлюнчакевич берётся выступать в качестве защитника на Львовском процессе, в качестве адвоката Максима Сандовича.
Вскоре после окончания процесса (закончившегося оправданием обвиняемых) был арестован уже сам Черлюнчакевич — ему, как ряду других деятелей галицко-русского движения (Маркову, Драгомирецкому, Янчевецкому, Мулькевичу, Куриловичу и Дьякову) было предъявлено обвинение в государственной измене (так называемый «Венский процесс»). Кирилл Черлюнчакевич был приговорён к смертной казни. По просьбе испанского короля Альфонса XIII был помилован: смертная казнь была заменена на пожизненную каторгу, которую он отбывал до амнистии после смерти императора Франца-Иосифа осенью 1916 года. Он возвращается в Перемышль, где жил почти безвыездно до самой смерти, активно участвуя в городской жизни как юрист, общественный деятель, меценат.
В 1919 году Кирилл Черлюнчакевич снова выступил как защитник на политическом процессе против лемковских общественных деятелей, провозгласивших т. н. «Лемковско-русскую республику», и обвинённых польскими властями в государственной измене. Ему снова удаётся добиться оправдательного вердикта.
В 1925 году Кирилл Черлюнчакевич был принят в Ставропигион. Черлюнчакевич не согласился покинуть родной город даже после советско-польских соглашений об установлении границы и «добровольном обмене населением» — ему удалось остаться в Перемышле, причём он продолжал работать как юрист уже в судебных органах социалистической Польши.